# Okres Chodzież
Okres Chodzież (polsky Powiat chodzieski) je okres v polském Velkopolském vojvodství. Rozlohu má 680,58 km² a v roce 2019 zde žilo 47 055 obyvatel. Sídlem správy okresu je město Chodzież.

## Gminy
Městská:
- Chodzież

Městsko-vesnické:
- Budzyń
- Margonin
- Szamocin

Vesnická:
- Chodzież

## Města
- Budzyń
- Chodzież
- Margonin
- Szamocin

## Sousední okresy
| Růžice kompasu | Piła               | Piła           | Nakło nad Notecią | Růžice kompasu |
| Růžice kompasu | Czarnków-Trzcianka | Sever          | Wągrowiec         | Růžice kompasu |
| Růžice kompasu | Czarnków-Trzcianka | Okres Chodzież | Wągrowiec         | Růžice kompasu |
| Růžice kompasu | Czarnków-Trzcianka | Jih            | Wągrowiec         | Růžice kompasu |
| Růžice kompasu | Oborniki           | Oborniki       | Wągrowiec         | Růžice kompasu |